# Bart v balíku
Bart v balíku (v anglickém originále Wad Goals) je 13. díl 32. řady (celkem 697.) amerického animovaného seriálu Simpsonovi. Scénář napsal Brian Kelley a díl režíroval Mike Frank Polcino. V USA měl premiéru dne 28. února 2021 na stanici Fox Broadcasting Company a v Česku byl poprvé vysílán 19. dubna 2021 na stanici Prima Cool.
Jako host v dílu účinkuje Stephen Root v roli Bildorfa. Díl vypráví o Bartovi, který si najde brigádu ve Springfieldském golfovém klubu. Byl přijat smíšeně a ve Spojených státech jej v premiéře sledovalo 1,24 milionu diváků.

## Děj
Poslední den školy se Ralph prochází po ulici a myslí si, že je v průvodu. Za pomocí medvídka objeví golfové hřiště uprostřed Springfieldu, kde bohatí lidé jako pan Burns a celebrity hrají golf. Vypráví o tom Bartovi, Milhouseovi, Nelsonovi, Martinovi a Lewisovi a skupina přátel se na hřiště vypraví. Zjistí, že golfisté platí svým nosičům holí hodně peněz za pochlebování bohatých. Bart a Milhouse tam získají práci jako nosiči holí a stanou se „patolízaly“ golfistů.
Rodina doma Bartovi blahopřeje k nové práci, aniž by věděla, jak snadno si vydělává velký balík peněz. Když Marge s Maggie vyzvedávají Barta z golfového hřiště, šokovaně zjistí, jak Bart získává „rychlý prachy“ od texaského zbohatlíka. Zatímco Bart kupuje zmrzlinu pro celou rodinu, Marge se pokouší přimět Homera, aby ho přemluvil skončit s touto prací. Homer oponuje a říká, že jde o americkou tradici a sen. Poté, co si Marge promluvila s Lízou o trápení, které zažívá s Bartem, zveřejní online petici o tom, že golfová hřiště dostávají úlevy na daních, a je pro jejich uzavření.
Bart je přidělen jako nosič holí prezidentovi klubu jménem Bildorf. Ten po něm požaduje, aby přesvědčil Marge, ať petici stáhne. Společně přijdou s nápadem, aby se hraní golfu stalo náboženstvím, které by umožnilo vyhnout se placení daní, což starosta Quimby schvaluje. Marge požádá Reverenda Lovejoye a další výše postavené věřící, aby uznali, že hraní golfu nelze uznat jako náboženství. Ti však nenajdou žádný problém a Marge je zklamaná. Následně Bildorf urazí Barta tím, že ho vyhodí jako jeho nosiče a najme si zpátky netalentovaného Chadlingtona. Prezident pokračuje, že Bart bude vždy podřadný někomu, jako je on. Bart se proto naštve, spojí se se svými přáteli a čtyřkolkami zničí golfové hřiště. Marge je šťastná, že má zpět svého Barta, jaký býval dřív.
Po vandalismu Barta a jeho přátel přijede šerif Wiggum s dalšími policisty a zatknou Bildorfa za to, že z golfového náboženství vznikl „kult neřestí“, a Bart zůstane nepotrestán.

## Produkce

### Vydání
Roku 2021 vydala stanice Fox Broadcasting Company dvanáct propagačních obrázků k dílu. Premiéra dílu měla původně proběhnout 21. února 2021, byla však odložena na 28. dubna 2021.

### Původní znění
Stephen Root jako host daboval v původním znění Bildorfa. Jedná se o první díl, ve kterém Kevin Michael Richardson nahradil Harryho Shearera v roli doktora Dlahy. Dabérka Kimberly Brooksová nadabovala Bartova dlouholetého přítele Lewise Clarka. James Sie si zahrál malou roli lamy v Lovejoyově kruhu náboženských spolupracovníků. Podle výkonného producenta Matta Selmana chtěl štáb požádat Larryho Davida známého z Show Jerryho Seinfelda a Larry, kroť se, aby nadaboval roli rabína milujícího golf, ale když vypukla pandemie covidu-19, rozhodli se jej neobtěžovat.

### České znění
Režisérem českého znění byl Zdeněk Štěpán, díl přeložil Vojtěch Kostiha a úpravkyní dialogů Ladislava Štěpánová. Hlavní role nadabovali Vlastimil Zavřel, Martin Dejdar, Jiří Lábus a Ivana Korolová. České znění vyrobila společnost FTV Prima v roce 2021.

## Přijetí

### Sledovanost
Ve Spojených státech díl v premiéře sledovalo 1,24 milionu diváků. Rating ve věkové skupině 18–49 let dosáhl při premiérovém vysílání hodnoty 0,4.

### Kritika
Tony Sokol, kritik Den of Geek napsal: „Bart v balíku si klade za cíl příliš mnoho cílů a část dílu je drsná.“ Dále okomentoval: „Odhalení sexuálního kultu je až moc poklidné, i přes to, jak neočekávané to je. (…) Možná je problémem golf, neboť není natolik vzrušující jako třeba tenis. Simpsonovi odvádějí dobrou práci (…), ale satira je těsně pod průměrem,“ a ohodnotil díl 3,5 hvězdičkami z 5.